# Loveleen Tandan
Loveleen Tandan (en hindi : लवलीन टंडन) est une réalisatrice et directrice de casting indienne.

## Biographie
Formation : Hindu College, université de Delhi et Jamia Millia Islamia.

## Filmographie

### Comme réalisatrice ou assistante réalisatrice
- 2008 : Slumdog Millionaire (coréalisatrice)
- 1999 : Shadows in the Dark (Karvaan) (seconde assistante réalisatrice, également actrice)
- 2001 : Monsoon Wedding (seconde assistante réalisatrice)

### Comme directrice de casting
- 2001 : Monsoon Wedding
- 2004 : Vanity Fair
- 2007 : Rendez-vous à Brick Lane
- 2008 : Migration
- 2008 : Tandoori Love
- 2008 : Slumdog Millionaire